# Karl Brauneder
Karl Brauneder (Vösendorf, 13 marzo 1960) è un allenatore di calcio ed ex calciatore austriaco, di ruolo difensore o centrocampista.

## Palmarès

### Giocatore

#### Competizioni nazionali
- Campionato austriaco: 2

Rapid Vienna: 1986-1987, 1987-1988
- Coppa d'Austria: 3

Rapid Vienna: 1983-1984, 1984-1985, 1986-1987
- Supercoppa d'Austria: 3

Rapid Vienna: 1986, 1987, 1988

#### Competizioni internazionali
- Coppa Intertoto UEFA: 2

Rapid Vienna: 1992, 1993